# Hägen
Hägen is een plaats en voormalige gemeente in de Duitse deelstaat Sleeswijk-Holstein, en maakt deel uit van de gemeente Süderheistedt in de Kreis Dithmarschen.